# イングリッシュ・フォックスハウンド
イングリッシュ・フォックスハウンド（英語：English foxhound）は、イギリスのイングランド原産のセントハウンド犬種である。世界的に最も有名なフォックスハウンドタイプの犬種であることから、単にフォックスハウンドと呼ばれることもある。

## 歴史
原種のサザン・ハウンドは11世紀ごろから存在していたが、かつてキツネ狩りはテリア犬の仕事として認知されていた（ハウンド犬はそのお供でしかなかった）ため、メジャーな犬種になることはなかった。しかし、17世紀ごろになるとキツネ狩りがイングランド貴族のスポーツに昇格し、それ用の犬種として本種の作出が開始された。サザン・ハウンドにブラッドハウンド、イングリッシュ・グレイハウンドなどを掛け合わせて洗練されて作り出された。
ちなみに、貴族がキツネ狩りをスポーツへ昇格させたのは、もともとスポーツとして行っていた雄鹿狩りの狩猟対象であった鹿の頭数が狩り過ぎにより減少、廃止に追いやられたことが背景にある。キツネはこのころいくら獲っても大丈夫であると考えられていた上、害獣であり農民を困らせることがしばしばあったため、スポーツ化して大々的に駆除をすることが考案された。
本種はスポーツとしてのキツネ狩りを行うことを専門として使役されている。大規模なパックで狩りを行い、狩り場まではハンター種という馬に乗った主人の後を追って走って向かった。到着するとすぐにキツネの臭いを捜索・追跡し始め、発見すると仲間と協力しながら追い詰めて仕留めた。イギリスで狩られているこのキツネはアカギツネという種類のキツネで、非常に頭がよくすばやく、且つ力も強いキツネであるため、本種もそれに負けないように状況判断力とスタミナをフルに用いて狩りを行っている。尚、犬が獲物を捜索・追跡している間、主人はハンター種に乗ったまま追跡を行う。
そのように本物のキツネを狩るほか、キツネの毛皮を使ったゲームであるドラッド（偽臭）・ハンティングという狩りを行うこともある。これはまず事前に狩り場にキツネの毛皮で作ったターゲットを隠しておき、それを探し当てるというゲームである。
20世紀の終わりごろ、イングランドで犬を使った狩猟が全面禁止された（後に緩和）が、多くの犬がそのころドラッド・ハンティングを行うようになっていたため、需要の減少は起こらず絶滅の危機には立たされなかった。キツネなどの狩猟が禁止されたのは雄鹿狩りが禁止されたときと同じでその頭数が激減してしまい、このまま狩猟を続けることでキツネが完全に絶滅してしまうことが危惧されたためであった。しかしキツネの数は20世紀中ごろからかなり減少していて、法律の成立の前にキツネ狩りを各々の狩人（貴族）が制限し、徐々にドラッド・ハンティングに切り替えられていったため特にこれといった弊害はなかった。
現在もほぼ全ての犬が実猟犬として使われている。ペットとして飼育されているものは猟犬のリタイア犬を家庭犬として訓練しなおした個体である。

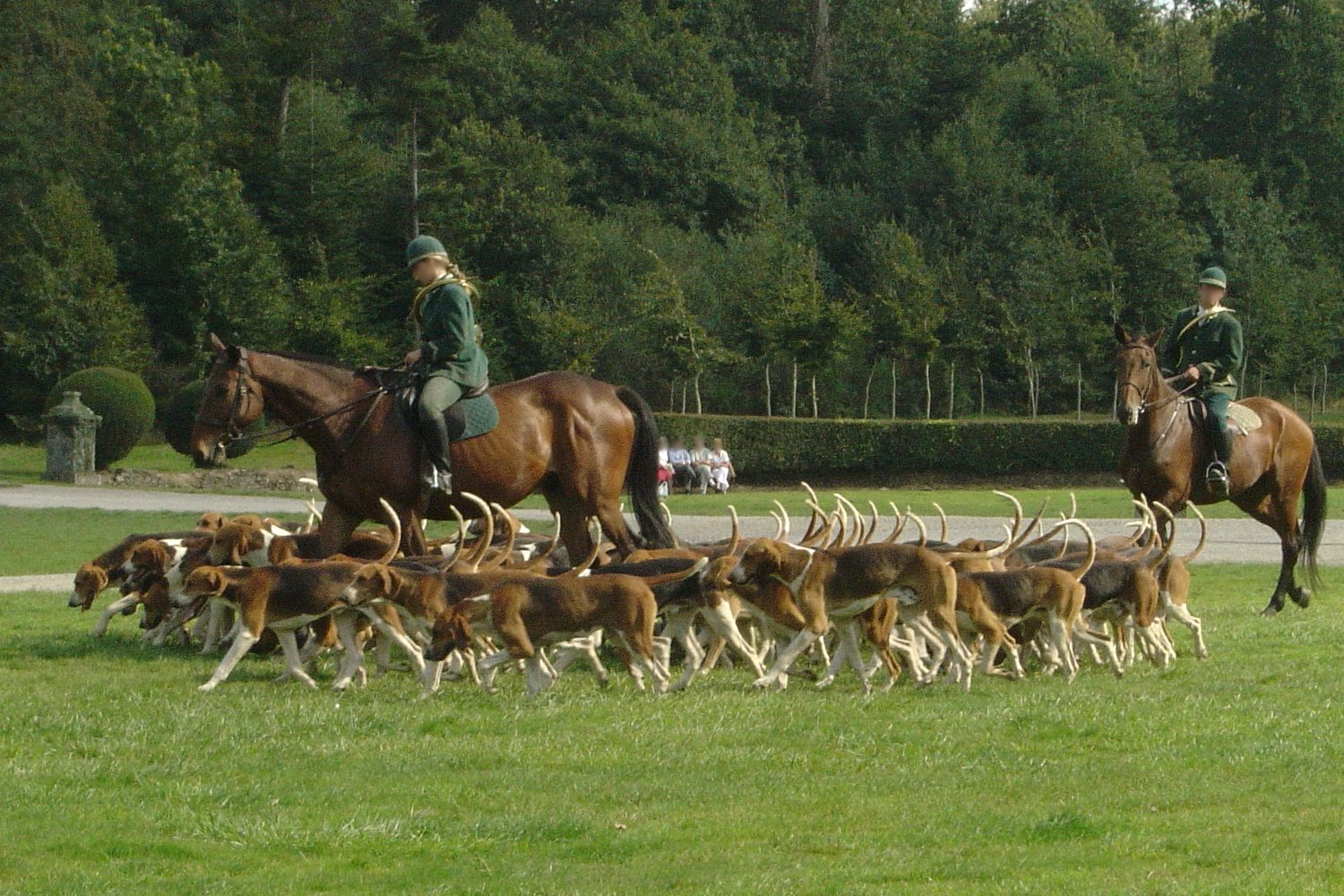
イングリッシュ・フォックスハウンド

ショードッグとして育成されているものは極めて稀で、イギリス国内でもショードッグとして使われているものは非常に少ない。これは体に出来た傷や実猟性をめぐった問題が関与している。体の傷は本種が実猟犬として多く繰り出され、キツネと勇敢に戦ったあとに出来るもので、猟犬の世界では名誉の勲章としてたたえられるものである。もちろん傷の治療は行われ、故意に傷をつけているというわけではない。治療を行っても消えない傷は特にその犬がいかに実猟犬として優秀であるかを示す印にもなっている。しかし、ドッグショーの世界では傷やかさぶたは失格の対象となり、欠点と見なされてショーに出場させることが出来ない。このため、イングリッシュ・フォックスハウンドは傷も含めたスタンダード（犬種基準）を作ってよいのではないかと猟犬としての愛好家はザ・ケネルクラブ（イギリスのケネルクラブ）に訴えているが、この犬種だけ他の犬種では失格点となるポイントをスタンダードに組み込むのはよくないという観点により、この訴えが聞き入れられることはなかった。このため、ショードッグとして使われている本種は実猟犬として繰り出されているものではなく、はじめからショー用に育成されてきた個体が用いられている。
実猟性の保持については、猟犬としての愛好家とザ・ケネルクラブ側で合意がなされている。通常は犬種をショードッグとして仕立て上げる際、猟犬のように攻撃性があったり主人にのみ忠実であると扱いにくく、ハンドラーの言うことを聞かなかったり、審査員や観客に危害が加わることが危惧されるため、その性質を取り除いて穏やかな性質に改良する必要があった。しかし、攻撃性などを取り除くということはショードッグとしての大成と同時に実猟犬としての能力を喪失させることにつながり、犬を単なる玩具でしかない存在に変えてしまうという危険性があり、本種をはじめとする多くの犬種の愛好家から嫌がられてきた点である。これを理由にFCIなどのケネルクラブへ公認犬種として登録を申請することをためらっている犬種が世界にはおよそ500種以上あるとさえ言われているほどである。これを受けてザ・ケネルクラブは攻撃的な性質を強制的に取り除くことは止め、特定の犬種に限ってはショードッグであっても勇敢な性質を保持させることを可能にするという決定が行われ、これを受けて本種もわずかながらショードッグとしてドッグショーに出場するようになった。
ケネルクラブ側とはこのように摩擦があるが、国際的な畜犬団体であるFCIには公認犬種として登録されている。ここでのスタンダードも本来の猟犬気質を保持することが許されている。
世界的に非常に人気がある猟犬種のひとつで、イギリスだけでも3万頭以上のイングリッシュ・フォックスハウンドが飼育されている。狩猟能力の高さも世界的に評価されていて、多数の国に輸出されている。
又、アメリカ合衆国のアメリカン・フォックスハウンドやフランスのフレンチ・ハウンドなどの基礎も築いている。

## 特徴
筋肉質の引き締まった体つきをしていて、脚が長く走るのが速い。マズルの長さは普通であるが、嗅覚は非常に鋭い。耳は垂れ耳、尾は垂れ尾。コートはスムースコートで、毛色は白、茶、黒の3色が入ったトライカラー。時々タン（茶）とホワイトの2色のハウンドカラーのものや、稀にホワイト一色（アルビノなどではなく単なる白変種）やトライカラーにローン（かす毛）が入った犬も生まれる。体高58〜69cm、体重25〜34kgの大型犬で、性格は明るく従順、人懐こいが、勇敢で非常に狩猟本能が高い。家族以外の犬や人に対しても友好的であり好意的に接するが、先に述べたとおり猟犬としての性質が17世紀から現在まで脈々と受け継がれているため、小動物や毛の長い小型犬種に対しては狩猟本能の引き金を引かれ、見境がなくなる。このため、そのような動物や小型犬と一緒に飼育させるには仔犬のころからそれと接させ獲物でないことを教えるか、実猟リタイア犬の場合は厳しい訓練を行った上、別の遊びを教えてやる（好物を隠して探させる、ボール遊びなど）必要がある。しつけは基本的に主人からのみ受け付ける。吠え声は大きくよく響き、持久力は非常に膨大で、10数マイルの道を走って狩り場へ行き、その後5時間ほどキツネの臭いを探して追跡し続けるほどの体力の持ち主である。このため初心者には飼育が非常に難しい、生粋の猟犬である。かかりやすい病気は大型犬でありがちな股関節形成不全などがある。